# П'єр Готьє (яхтсмен)
П'єр Готьє (фр. Pierre Gauthier, 21 січня 1879 — 20 століття) — французький яхтсмен.
Бронзовий призер Олімпійських Ігор 1924 року в класі 8 метрів.